# Eerik Jago
Eerik Jago (ur. 29 grudnia 1980) – estoński siatkarz występujący obecnie we włoskiej Serie A, w drużynie Sempre Volley Padwa. Gra na pozycji przyjmującego. Mierzy 196 cm. Wielokrotny reprezentant Estonii.